# Milena Vukotić
Titres
Reine de Monténégro
28 août 1910 – 26 novembre 1918
(8 ans, 2 mois et 29 jours)
Épouse du prétendant au trône de Monténégro
26 novembre 1918 – 1er mars 1921
 (2 ans, 2 mois et 18 jours)
Signature
Milena Vukotić, née le 4 mai 1847 a Cetinje et morte le 16 mars 1923 à Antibes est princesse puis reine de Monténégro à la suite de son mariage avec Nicolas Ier de Monténégro.

## Biographie
Née dans le village monténégrin de Čevo, Milena est une fille du voïvode Petar Vukotić et Jelena Vojvodić, nés dans le village de Viš, près de Danilovgrad. Son père est un des plus grands propriétaires fonciers au Monténégro et un ami proche du voïvode Mirko Petrović-Njegoš avec qui il a combattu dans les guerres des années 1850. Les deux amis décident de consolider leur alliance avec l'union de leurs enfants. En 1853, Milena, seulement six ans, est fiancée au fils unique de Mirkos, Nicolas, âgé de douze ans. Nicolas est le neveu et héritier du prince régnant Danilo Petrović-Njegoš, qui n'a pas de fils.
En 1856, après la mort de sa mère, Milena est envoyée chez sa future belle-famille à Cetinje, afin d'y être élevée selon la tradition dans sa future maison. Ayant grandi selon les coutumes alors rudimentaires du Monténégro, Milena, bien que venant d'une grande famille, est analphabète. Entre 1856 et 1860, elle grandit donc dans la maison de Mirko Petrović-Njegoš au côté de la fille de celui-ci, Anastasia. Au cours de ces quatre années, elle devient proche de sa nouvelle famille : « Mon père et ma mère l'aimaient comme leur propre fille » écrit plus tard le roi Nicolas. « Mon oncle défunt (le prince Danilo), l'aimait aussi beaucoup et la traitait comme sa propre enfant, et elle lui a montré son amour et le respect dans tous les sens. Elle était très belle, douce, gentille, douce et pieuse. ». Durant ces années, Milena voit rarement son futur mari. De six ans son aîné, Nicolas est en effet instruit d'abord à Trieste et plus tard à Paris.
L'assassinat du prince Danilo, le 12 août 1860, fait de manière inattendue de Nicolas le nouveau prince de Monténégro, à l'âge de dix-huit ans. Peu de temps après, Nicolas, atteint d'une pneumonie, frôle la mort. Une fois rétabli, il est décidé d'organiser son mariage le plus tôt possible afin de donner au Monténégro un héritier. Le père de Milena se rend donc à Saint-Pétersbourg pour informer du mariage le tsar Alexandre II de Russie, le plus grand allié et partisan du Monténégro.
À Cetinje, le 8 novembre 1860, à l'âge de treize ans, Milena épouse Nicolas Ier du Monténégro, alors âgé de dix-neuf ans. La cérémonie, plutôt simple, a lieu dans l'église valaque de la vallée de Lovćen.
Les premières années de Milena en tant que princesse consort sont difficiles. Jeune et inexpérimentée, elle est une figure solitaire initialement éclipsée par la princesse Darinka Kvekić, veuve du prince Danilo, et très proche de Nicolas. Elle reçoit des leçons de serbe de français. Milena affirme sa position après le départ définitif du Monténégro de Darinka en 1867. En 1864, Milena donne naissance au premier de ses douze enfants, la princesse Zorka. Entre 1864 et 1869, elle a quatre filles coup sur coup, avant de donner naissance à un fils et héritier, le prince Danilo, en 1871, puis à encore sept autres enfants. La relation de Milena avec son mari se solidifie avec le temps et elle devient une figure respectée et influente.
Pendant que son mari visite l'Autriche-Hongrie et la Russie au cours de l'hiver 1868-1869, Milena est chargée des affaires de la cour. Elle est nommée régente lors de la visite de Nicolas en Russie en 1869,. Elle est également régente lors de la visite de Nicolas à Constantinople en 1883. Elle visite Istanbul avec son mari après l'invitation du sultan Abdülhamid II en 1899. Elle fait partie des rares étrangers qui ont l'occasion de visiter le harem du sultan et de rencontrer sa famille.
Après l’annexion du Monténégro par le royaume de Serbie en 1918, la famille royale est contrainte à l’exil. Milena et Nicolas s'installent en France avec leurs deux plus jeunes filles. Nicolas meurt en 1921, laissant le titre de roi en exil à son fils Danilo, qui cependant y renonce au profit de son neveu Mihailo. Mihailo est placé sous la régence de Milena de 1922 jusqu'à sa propre mort en 1923. Milena meurt en France, deux ans après son mari, et est enterrée à Sanremo.
En 1989, sa dépouille, ainsi que celles de son mari et de ses filles cadettes Xenia et Vera, sont transférées à Cetinje et inhumées dans l'église de Ćipur.

## Descendance
Le couple a douze enfants : trois fils et neuf filles, la plupart mariés à des membres des familles royales européennes.
- Zorka (1864-1890), épouse en 1883 le prince Petar Karađorđević, le futur roi Pierre Ier de Serbie - ils sont les parents du roi Alexandre Ier de Yougoslavie,
- Militza (1866-1951), épouse le grand-duc Pierre Nikolaïevitch de Russie en 1889,
- Anastasia (1868-1935), épouse en 1889 Georges Maximilianovitch de Leuchtenberg puis le grand-duc Nicolas Nikolaïevitch de Russie en 1907,
- Maria (1869-1885),
- Danilo (1871-1939), épouse Jutta de Mecklembourg-Strelitz en 1899,
- Hélène (1873-1952), épouse en 1896 le roi Victor-Emmanuel III d'Italie,
- Anne (1874-1971), épouse le prince François-Joseph de Battenberg en 1897,
- Sophia (1876-1876),
- Mirko (1879-1918), marié en 1902 à Natalija Konstantinović, cousine et héritière du roi Alexandre Ier de Serbie (divorcés en 1917),
- Xenia (1881-1960),
- Vera (1887-1927),
- Pierre (1889-1932), prince de Monténégro, qui épouse Violet Wegner (1887-1960) en 1924.

## Distinctions
- 7 juin 1881 : dame grand-croix de l'ordre de Sainte-Catherine
- Dame de l'ordre d'Élisabeth

- Dame de l'ordre du Mérite civil de Bulgarie
- Dame de l'ordre de la Charité
- Dame de l'ordre royal de Sainte-Isabelle de Portugal
- Dame de l'ordre du prince Danilo Ier
- Dame de l'ordre de Saint-Pierre de Cetinje